# Mercedes-Benz 540 K Cabriolet A
De Mercedes-Benz 540 K Cabriolet A was een sportcabriolet van de Duitse automobielconstructeur Mercedes-Benz. In 1936 stelde Mercedes-Benz de 540 K voor. Uit zijn 5.4 met compressor haalde die 115 pk, 180 met compressor ingeschakeld. Zo was het mogelijk 175 km/h te halen. Er was nog keuze uit zeven andere modellen:
- Mercedes-Benz 540 K Cabriolet B
- Mercedes-Benz 540 K Cabriolet C
- Mercedes-Benz 540 K Spezial Roadster
- Mercedes-Benz 540 K Coupé
- Mercedes-Benz 540 K (limousine)
- Mercedes-Benz 540 K (toerwagen met 2 zitplaatsen)
- Mercedes-Benz 540 K (toerwagen met 4 zitplaatsen)

Tussen 1937 en 1939 verkocht Mercedes-Benz 407 exemplaren van de 540 K, maar in de gehele geschiedenis slechts 32 exemplaren van de Cabriolet A.